# 泰尔米尼耶
泰尔米尼耶（法語：Terminiers，法語發音：[tɛʁminje]）是法国厄尔-卢瓦省的一个市镇，属于沙托丹区。

## 地理
泰尔米尼耶（48°4'57"N, 1°44'23"E）面积31.72 平方千米，位于法国中央-卢瓦尔河谷大区厄尔-卢瓦省，该省份为法国北部内陆省份，北起顺时针与厄尔省、伊夫林省、埃松省、卢瓦雷省、卢瓦-谢尔省、萨尔特省和奧恩省接壤。
与泰尔米尼耶接壤的市镇（或旧市镇、城区）包括：吉永维尔、卢瓦尼拉巴塔耶、吕莫、帕泰、鲁夫赖圣克鲁瓦、苏日。

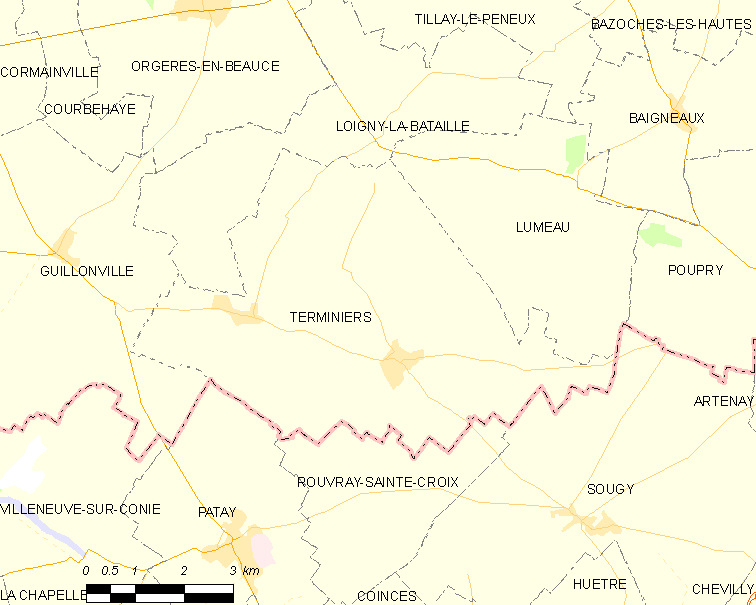
泰尔米尼耶的OSM定位图

泰尔米尼耶的时区为UTC+01:00、UTC+02:00（夏令时）。

## 行政
泰尔米尼耶的邮政编码为28140，INSEE市镇编码为28382。

## 政治
泰尔米尼耶所属的省级选区为莱维拉日沃韦安县。

## 人口

1962-2008年间泰尔米尼耶人口变化图示

泰尔米尼耶于2022年1月1日时的人口数量为881人。